# Ellen Callebout
Ellen Callebout (Blankenberge, 12 december 1977) is een Belgische onderneemster en televisiepersoonlijkheid. Ze is bekend als de echtgenote van Gert Verhulst en als lid van de familie Verhulst in de realityreeks De Verhulstjes.

## Biografie
Callebout groeide op in Oostende. Voor haar bekendheid in de media was ze actief als restauranthoudster van Le Grand Café op de zeedijk van Blankenberge. In 2009 begon ze een relatie met Gert Verhulst. Na een korte onderbreking tussen 2011 en 2012 hervatten ze hun relatie en trouwden in 2019 tijdens een intieme ceremonie op een boot in Zuid-Frankrijk.
Callebout kreeg nationale bekendheid door haar rol in De Verhulstjes, een realityprogramma dat het leven van de familie Verhulst documenteert. Daarnaast heeft ze ook opgetreden in andere televisieprogramma's zoals The Big Bang (2023) en JAMES & co (2025).
In juni 2025 was ze te zien op Viva La Feta.
In maart 2025 lanceerde Callebout haar kledingcollectie Ellen by Ellen Callebout.

## Televisie
- De Verhulstjes (7 januari 2021 - heden)
- The Big Bang (2023)
- James en Co (2025
- Viva La Feta (11 juni 2025)

## Politiek
Callebout was politiek actief en stond tijdens gemeenteraadsverkiezingen op de lijst van Open VLD.